# Birdman ou (A Inesperada Virtude da Ignorância)
Birdman or (The Unexpected Virtue of Ignorance) (prt/bra: Birdman ou (A Inesperada Virtude da Ignorância)), comumente chamado de Birdman, é um filme norte-americano de 2014 dirigido por Alejandro González Iñárritu e escrito por Iñárritu, Nicolás Giacobone, Alexander Dinelaris, Jr. e Armando Bó. Ele é estrelado por Michael Keaton e tem em seu elenco coadjuvante Zach Galifianakis, Edward Norton, Andrea Riseborough, Amy Ryan, Emma Stone e Naomi Watts. A história segue Riggan Thomson, um ator de Hollywood famoso por interpretar um super-herói chamado Birdman e que caiu no ostracismo, enquanto ele luta para montar uma adaptação na Broadway de um conto escrito por Raymond Carver.
O filme foi gravado de maneira que parecesse que ele foi realizado inteiramente em apenas uma única tomada, com a exceção das imagens que abrem o longa. Essa foi uma ideia que Iñárritu tinha desde a concepção, apesar do diretor de fotografia Emmanuel Lubezki acreditar que o tempo de filmagem necessário para tal abordagem fosse impossível com tecnologias antigas. Birdman foi filmado em Nova Iorque em 2013 com um orçamento de aproximadamente dezoito milhões de dólares, estreando no ano seguinte com distribuição da Fox Searchlight Pictures.
Birdman teve um lançamento limitado nos Estados Unidos em 17 de outubro, seguido por um lançamento amplo a partir de 14 de novembro, eventualmente arrecadando 103 milhões de dólares de bilheteria mundialmente. Na cerimônia do Oscar 2015, ele foi indicado em nove categorias e venceu quatro: Melhor Filme, Melhor Diretor, Melhor Roteiro Original e Melhor Fotografia. Além disso, ele também foi premiado com o Prêmio Screen Actors Guild de Melhor Elenco em Cinema e o Globo de Ouro de Melhor Ator – Filme Comédia ou Musical e Melhor Roteiro.

## Sinopse
No passado, Riggan Thomson (Michael Keaton) fez muito sucesso interpretando o Birdman, um super-herói que se tornou um ícone cultural. Entretanto, desde que se recusou a estrelar o quarto filme com a personagem, sua carreira começou a decair. Em busca da fama perdida e também do reconhecimento como ator, ele decide dirigir, roteirizar e estrelar a adaptação de um texto consagrado para a Broadway. Entretanto, em meio aos ensaios com o elenco formado por Mike Shiner (Edward Norton), Lesley (Naomi Watts) e Laura (Andrea Riseborough), Riggan precisa lidar com seu agente Brandon (Zach Galifianakis) e seu relacionamento conturbado com sua ex-esposa (Amy Ryan) e com sua filha (Emma Stone). No meio dessa tensão da pré-estreia, ele começa a ser atormentado por uma estranha voz que insiste em permanecer em sua mente.[carece de fontes?]

## Elenco
| Ator / Atriz       | Personagem        |
| ------------------ | ----------------- |
| Michael Keaton     | Riggan Thomson    |
| Edward Norton      | Mike Shiner       |
| Emma Stone         | Sam Thomson       |
| Naomi Watts        | Lesley            |
| Zach Galifianakis  | Jake              |
| Andrea Riseborough | Laura             |
| Amy Ryan           | Sylvia Thomson    |
| Lindsay Duncan     | Tabitha Dickinson |
| Merritt Wever      | Annie             |
| Jeremy Shamos      | Ralph             |

## Produção

### Filmagem
Com exceção de algumas tomadas no início e no final do filme,  Birdman  parece como um plano sequência longo e contínuo. Iñárritu afirmou que depois de perceber que "nós vivemos nossas vidas sem edição", usar uma tomada para o filme faria o protagonista estar em uma "realidade incontornável" e levar o público a esse sentimento. Ele não sabia se a técnica seria bem sucedida mas a descreveu como "quase suicida" além de enfrentaram a resistência de "grandes" e "importantes" pessoas. Apesar da dificuldade de gravar o filme desta forma, Iñárritu estava mais preocupado em que ela não fosse uma distração para a história: "queria mantê-la de uma forma humilde e em serviço da narrativa".
Uma vez com o roteiro terminado, Iñárritu conversou com seu amigo e diretor de fotografia Emmanuel Lubezki para discutir sua ideia para o filme.  Depois de ler o roteiro, Lubezki estava preocupado que Iñárritu iria oferecer-lhe o trabalho, já que "[Birdman] tinha todos os elementos de um filme que eu não quero fazer" - comédia, trabalho de estúdio e tomadas longas - mas mudou de ideia depois de uma discussão mais aprofundada com o diretor.
Lubezki estava preocupado que nenhum filme tinha sido feita da forma que Iñárritu tinha pensado (outros como Festim Diabólico de Alfred Hitchcock não mantinham as cenas por mais de 10 minutos), ou seja, não haveria material de referência. Os dois decidiram que a única maneira de aprender seria fazendo testes próprios, de modo que eles contrataram um armazém na Sony Studios, em Los Angeles, e construíram um palco. Usando uma câmera e alguns substitutos, a dupla trabalhou com o filme para ver se era possível. Tendo percebido nenhum teatro tinha todas as áreas de bastidores necessárias, eles contrataram Kaufman Astoria Studios, em Nova Iorque. Ainda assim, Iñárritu queria gravar em um teatro da Broadway, mas teria que esperar até várias semanas em ensaios antes de assegurar o St. James Theatre. Eles foram trabalhar no roteiro e nos substitutos para ver o quão grande o conjunto deveria ser. Depois, eles fizeram storyboards de todas as cenas. O planejamento foi preciso. Iñárritu disse: "Não havia espaço para improvisar. Tudo, cada movimento, cada linha, cada abertura de porta, absolutamente tudo foi ensaiado.". Os atores começaram a ensaiar uma vez que este trabalho preliminar foi concluído: de acordo com Lubezki, eles fizeram as cenas com os atores uma vez que todos já tinham uma previsão do ritmo da cena. Ele descreveu a abordagem atípica "como um filme de cabeça para baixo, onde você faz pós-produção antes da produção".
Durante os ensaios, Iñárritu reuniu seus editores de longa data Douglas Crise e Stephen Mirrione no set, para que eles pudessem discutir como a edição se tornar imperceptível. O diretor de arte Kevin Thompson também estava nas reuniões, uma vez que muitas das tomadas de Iñárritu precisavam de construções específicas. Por exemplo, espelho de maquiagem da Riggan e a mesa foram construídos para que o câmera percebesse seu reflexo. Thompson também levou em consideração as necessidades da equipe, por exemplo, projetar as escadas um pouco mais largas para operador de Steadicam Chris Haarhoff. O baterista Antonio Sanchez também foi envolvido nesse ponto da produção, fornecendo esboços de música a partir do ritmo da cena. Durante os locais, incluindo o estúdio, as cenas foram iluminadas com luz natural, uma vez que Lubezki queria que o filme "parecesse tão naturalista quanto possível." As cenas noturnas se tornaram possíveis de filmar devido ao brilho de Nova Iorque.

## Prêmios e Indicações
- Oscar 2015

| Categoria                | Complemento                                                                              | Resultado |
| ------------------------ | ---------------------------------------------------------------------------------------- | --------- |
| Melhor Filme             | - Alejandro González Iñárritu - Gerald R. Molen - Branko Lustig                          | Venceu    |
| Melhor Diretor           | Alejandro González Iñárritu                                                              | Venceu    |
| Melhor Ator              | Michael Keaton                                                                           | Indicado  |
| Melhor Ator Coadjuvante  | Edward Norton                                                                            | Indicado  |
| Melhor Atriz Coadjuvante | Emma Stone                                                                               | Indicado  |
| Melhor Roteiro Original  | - Alejandro González Iñárritu - Nicolás Giacobone - Alexander Dinelaris Jr. - Armando Bo | Venceu    |
| Melhor Fotografia        | Emmanuel Lubezki                                                                         | Venceu    |
| Melhor Mixagem de Som    | - Jon Taylor - Frank A. Montaño - Thomas Varga                                           | Indicado  |
| Melhor Edição de Som     | - Martín Hernández - Aaron Glascock                                                      | Indicado  |

- Globos de Ouro de 2015

| Categoria                         | Complemento                                                                              | Resultado |
| --------------------------------- | ---------------------------------------------------------------------------------------- | --------- |
| Melhor filme - comédia ou musical | - Alejandro González Iñárritu - Gerald R. Molen - Branko Lustig                          | Indicado  |
| Melhor diretor                    | Alejandro González Iñárritu                                                              | Indicado  |
| Melhor ator - comédia ou musical  | Michael Keaton                                                                           | Venceu    |
| Melhor ator coadjuvante           | Edward Norton                                                                            | Indicado  |
| Melhor atriz coadjuvante          | Emma Stone                                                                               | Indicado  |
| Melhor trilha sonora              | Antonio Sanchez                                                                          | Indicado  |
| Melhor roteiro                    | - Alejandro González Iñárritu - Nicolás Giacobone - Alexander Dinelaris Jr. - Armando Bo | Venceu    |

- SAG Awards 2015[11]

| Categoria                       | Complemento | Resultado |
| ------------------------------- | --- | --------- |
| SAG de Melhor Elenco em cinema  | - Zach Galifianakis - Michael Keaton - Edward Norton - Andrea Riseborough - Amy Ryan - Emma Stone - Naomi Watts | Venceu    |
| SAG de Melhor Ator em cinema    | Michael Keaton                                                                                                  | Indicado  |
| SAG de Melhor Ator Coadjuvante  | Edward Norton                                                                                                   | Indicado  |
| SAG de Melhor Atriz Coadjuvante | Emma Stone | Indicado  |

- BAFTA 2015[12]

| Ano  | Categoria                                   | Recipiente                                                                         | Resultado |
| ---- | ------------------------------------------- | ---------------------------------------------------------------------------------- | --------- |
| 2014 | BAFTA de Melhor Filme                       | BAFTA de Melhor Filme                                                              | Indicado  |
| 2014 | BAFTA de Melhor Direção                     | Alejandro González Iñárritu                                                        | Indicado  |
| 2014 | BAFTA de Melhor Ator em cinema              | Michael Keaton                                                                     | Indicado  |
| 2014 | BAFTA de Melhor Ator Coadjuvante em cinema  | Edward Norton                                                                      | Indicado  |
| 2014 | BAFTA de Melhor Atriz Coadjuvante em cinema | Emma Stone                                                                         | Indicado  |
| 2014 | BAFTA de Melhor Roteiro Original            | Alejandro González Iñárritu, Nicolás Giacobone, Alexander Dinelaris Jr, Armando Bo | Indicado  |
| 2014 | BAFTA de Melhor Trilha sonora               | Antonio Sanchez                                                                    | Indicado  |
| 2014 | BAFTA de Melhor Fotografia                  | Emmanuel Lubezki                                                                   | Venceu    |
| 2014 | BAFTA de Melhor Edição                      | Douglas Crise, Stephen Mirrione                                                    | Indicado  |
| 2014 | BAFTA de Melhor Som                         | Thomas Varga, Martin Hernández, Aaron Glascock, Jon Taylor, Frank A. Montaño       | Indicado  |